# روس غريمزلي (لاعب كرة قاعدة)
روس غريمزلي (بالإنجليزية: Ross Grimsley)‏ هو لاعب كرة قاعدة أمريكي، ولد في 7 يناير 1950 في توبيكا في الولايات المتحدة.

## وصلات خارجية
- روس غريمزلي (لاعب كرة قاعدة) على موقعبيزبول رفرنس.كوم (الدوري الرئيسي) (الإنجليزية)
- روس غريمزلي (لاعب كرة قاعدة) على موقعبيزبول رفرنس.كوم (الدوري الثانوي) (الإنجليزية)